# PSIA

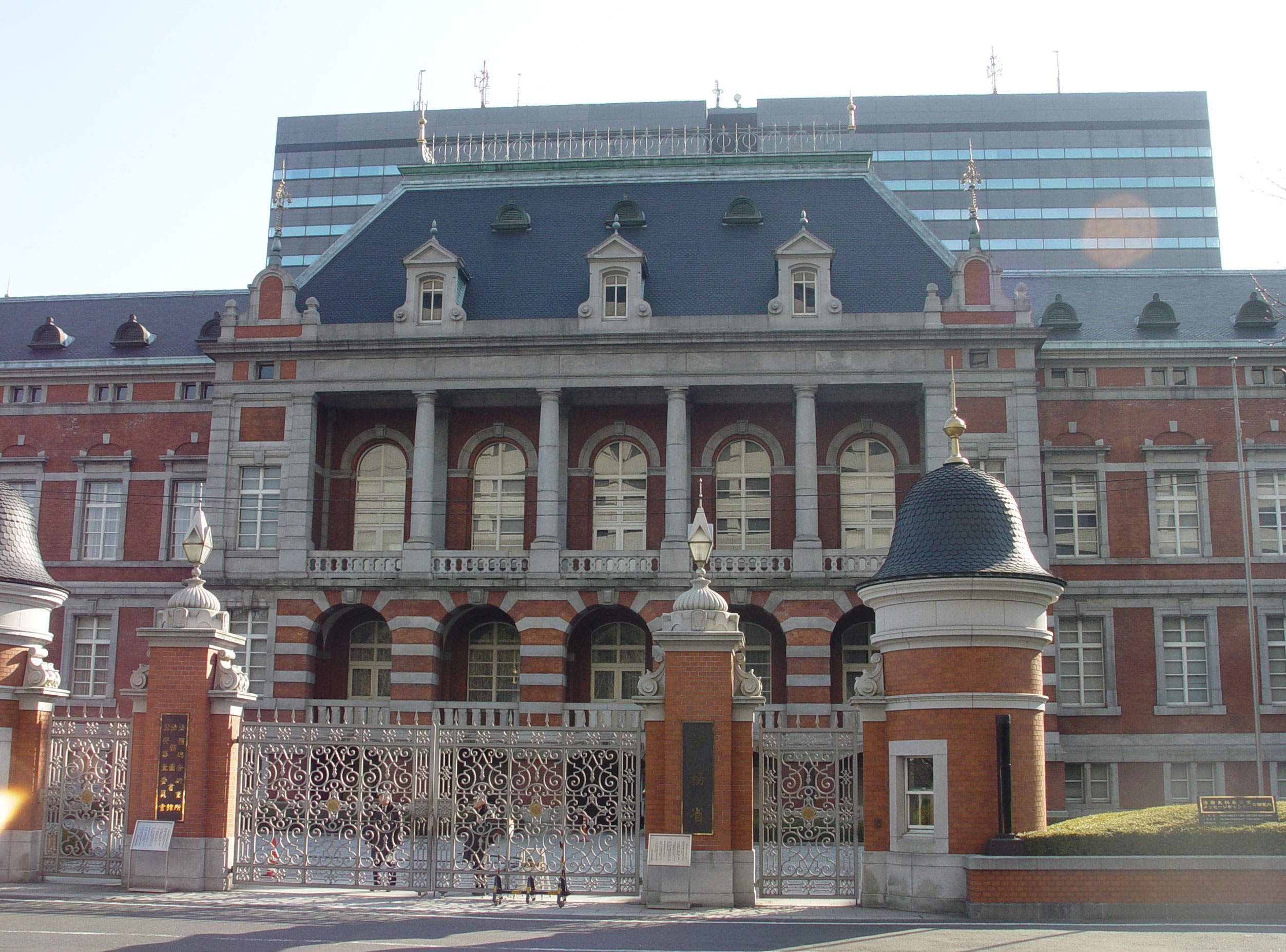
Старый корпус (№6) Минюста Японии (ГосНИИ юстиции), за ним - новый корпус №6А

Главное следственное управление Министерства юстиции Японии (яп. 公安調査庁 коан тёсатё,  англ. Public Security Investigative (Intelligence) Agency) — государственная служба безопасности в составе Министерства юстиции Японии.

## Формирование службы
ГСУ Минюста сформировано летом 1952 г. По положениям действующей Конституции и в соответствии с законом «О противодействии подрывной деятельности», ГСУ Минюста осуществляет деятельность, направленную на поддержание безопасности страны и ведет разработку организаций и расследование деятельности, направленной на подрыв японского государства.

## Деятельность службы
В период после поражения Японии во Второй мировой войне ГСУ Минюста занималось слежкой за членами Компартии и профсоюзов Японии. К моменту падения Берлинской стены и нормализации отношений со странами социалистического блока финансирование служб безопасности Японии было существенно сокращено, обсуждался даже вопрос о закрытии службы безопасности в составе Минюста. Вопрос об упразднении ГСУ Минюста был снят в конце 1999 г., когда были отмечены расширение полномочий и рост бюджета спецслужб в связи с расследованием групповых терактов в метро г. Токио, к которым в 1995 г. было причастно руководство религиозной секты «Аум синрикё». В настоящее время основная функция ГСУ Минюста включает контроль за деятельностью бывших членов секты «Аум синрикё». ГСУ выступает с обращениями и докладами, в которых обосновывает необходимость продолжения наблюдения за деятельностью бывших членов секты. ГСУ и Минюст эпизодически выступают с разоблачениями шпионской деятельности иностранных (в том числе российских) дипломатов.

## Критика
В числе недавних происшествий, в связи с которыми ГСУ упоминалось в прессе можно привести разоблачение значительной части сотрудников, чьи имена и домашние адреса, включая начальника управления были обнаружены в Интернете в свободном доступе под критическим заголовком «Бездарнейшая спецслужба в мире».

## В культуре
Вымышленный (9-й) отдел ГСУ Минюста в манге Ghost in the Shell.